# Amphinemura furcospinata
Amphinemura furcospinata är en bäcksländeart som först beskrevs av Wu, C.F. 1949.  Amphinemura furcospinata ingår i släktet Amphinemura och familjen kryssbäcksländor. Inga underarter finns listade i Catalogue of Life.